# Молодёжный (Апатиты)
Молодёжный — исторический район города Апатиты, ранее рабочий посёлок в пригородной зоне города Кировска Мурманской области РСФСР.

## История
До 1956 года здесь располагался посёлок Зелёный Бор.
Посёлок Молодёжный образован на территории пригородной зоны Кировска решением Мурманского облисполкома от 13 августа 1959 года.В 1959 году в состав посёлка вошли населённые пункты посёлок Белореченский и посёлок АНОФ-2. С 25 августа 1959 года начал действовать Молодёжный поселковый совет.
Население в 1959 году — 5980 человек.
К 1965 году на территории посёлка работали ТЭЦ, АНОФ-2, пожарная часть, Областная психиатрическая больница и Завод железобетонных изделий.
7 июля 1966 года, в соответствии с Указом Президиума Верховного Совета РСФСР, рабочие посёлки Апатиты и Молодёжный пригородной зоны Кировска преобразованы в город областного подчинения Апатиты.
В 1966 году на территории района открылось ПТУ № 11 для подготовки кадров для горнодобывающей промышленности. В ПТУ обучались жители центра Кольского полуострова. Действует по сей день в виде Апатитского политехнического колледжа.
В 1971 году, на западе района, открыт хлебозавод «Апатитыхлеб». После распада СССР население района быстро сократилось. Многие жилые здания опустели или были разрушены.
26 октября 1994 года на территории района был создан Кольский Филиал Петрозаводского государственного университета (с 2016 года Филиал Мурманского арктического государственного университета в городе Апатиты).
В 1997 году открыта первая православная церковь Апатитов: Церковь Успения Пресвятой Богородицы.
На территории района проживает около 1000 человек.

## География
На севере район ограничивается Хибинами, на юге рекой Жемчужная. На востоке прилегает посёлок Строителей. Так же по району протекает река Белая.

## Предприятия
- АНОФ-2;
- Апатитская ТЭЦ;
- Мурманская Областная Психиотрическая Больница;
- Завод ж/б;
- Автоколонны ООО Такси и № 1378;
- ОАО «Северные кристаллы»;
- «Апатитыводоканал»;
- «Апатитыхлеб».

## Улицы
- пер. Водопроводный
- ул. Восточная
- ул. Лесная
- ул. Механизаторов
- ул. Мира
- ул. Молодёжная
- ул. Некрасова
- ул. Октябрьская
- ул. Первомайская
- ул. Промышленная
- ул. Советская
- ул. Сосновая
- ул. Чехова
- ул. Энергетическая

## Транспорт
До района ходят все автобусные маршруты города, кроме маршрута № 6.